# Trafún Chico
Trafún Chico es un caserío rural de origen mapuche ubicado en la zona cordillerana en la comuna de Panguipulli. La localidad más cercana es Trafún Grande distante a 2 kilómetros.
Aquí se encuentra la escuela particular Trafún Chico.

## Hidrología
Trafún Chico se encuentra junto al río Reyehueico y al río Panco.

## Accesibilidad y transporte
Trafún Chico se encuentra a 63,3 km de la ciudad de Panguipulli a través de la Ruta 201.